# Quilômetro por hora
Quilômetro (português brasileiro) ou quilómetro (português europeu) por hora (km/h) é uma unidade física ou unidade de velocidade, expressando o número de quilômetros percorridos em uma hora.

## História
Embora o metro tenha sido definido formalmente em 1799, o termo "quilômetros por hora" não entrou em uso imediato - o miriametre (10 000 metros) e miriametre por hora eram preferidos a quilômetros e quilômetros por hora. Em 1802, o termo "miriamètres par heure" apareceu na literatura francesa e muitos mapas franceses impressos na primeira metade do século XIX tinham escalas em léguas e miriametres, mas não em quilômetros. Os holandeses, por outro lado adotaram o quilômetro em 1817, mas deu-lhe o nome local do mijl (milha holandesa).
Internacionalmente, km/h é a unidade de velocidade mais comumente usada em sinais de trânsito e velocímetros de veículos rodoviários.

## Histórico de notação
As representações SI, classificadas como símbolos, são "km/h", " km h−1 " e " km · h−1". Várias outras representações de "quilômetros por hora" foram usadas desde que o termo foi introduzido e muitas ainda estão em uso hoje; por exemplo, os dicionários listam "km/h", "kmph" e "km/hr", na literatura inglesa.

### Abreviações
Abreviações para "quilômetros por hora" não apareciam na língua inglesa até o final do século XIX.
O quilômetro, uma unidade de comprimento, apareceu pela primeira vez em inglês em 1810, e a unidade composto de velocidade "quilômetros por hora" estava em uso nos EUA por 1866 "quilômetros por hora" não começa a ser abreviado na impressão até muitos anos depois, com várias abreviações diferentes existindo quase contemporaneamente.
| - 1889: "k. p. h." - 1895: "km:h" - 1898: "km/h" - 1899: "km./hr." - 1900: "kms./hr." - 1902: "k.m.p.h." | - 1903: "KMph." - 1910: "km ph" - 1911: "K.P.H." - 1914: "km. hr." - 1915: "km/hour" - 1915: "km.-hr." | - 1916: "km. per hour" - 1921: "kms/hr." - 1922: "Kmph" - 1927: "kmph." - 1933: "KPH" - 1939: "kmph" |

Sem autoridade central para ditar as regras para abreviações, várias editoras têm suas próprias regras que determinam o uso de letras maiúsculas, minúsculas, pontos e assim por diante, refletindo as mudanças na moda e na imagem da editora preocupado. Por exemplo, organizações de notícias como Reuters e The Economist exigem "kph".

### Símbolos de unidade
Em 1879, quatro anos após a assinatura do Tratado do Metro, o CIPM propôs uma gama de símbolos para as várias unidades métricas então sob os auspícios da CGPM. Entre eles estava o uso do símbolo "km" para "quilômetro".
Em 1948, como parte de seus trabalhos preparatórios para o SI, a CGPM adotou símbolos para muitas unidades de medida que não tinham símbolos universalmente aceitos, um dos quais era o símbolo "h" para "horas". Ao mesmo tempo, a CGPM formalizou as regras para a combinação de unidades - os quocientes podem ser escritos em um dos três formatos, resultando em "km/h", "km h−1" e "km · h−1" sendo representações válidas de "quilômetros por hora". Os padrões SI, que eram baseados em MKS em vez de baseados em CGS foram publicados em 1960 e, desde então, foram adotados por muitas autoridades em todo o mundo, incluindo editoras acadêmicas e autoridades legais.

O SI afirma explicitamente que os símbolos de unidade não são abreviações e devem ser escritos usando um conjunto de regras muito específico. M. Danloux-Dumesnils fornece a seguinte justificativa para esta distinção:
Já foi dito que, segundo Maxwell, quando anotamos o resultado de uma medição, o valor numérico multiplica a unidade. Portanto, o nome da unidade pode ser substituído por uma espécie de símbolo algébrico, que é mais curto e mais fácil de usar nas fórmulas. Este símbolo não é apenas uma abreviatura, mas um símbolo que, como os símbolos químicos, deve ser usado de maneira precisa e prescrita.
SI e, portanto, o uso de "km/h" (ou "km h−1" ou "km · h−1") agora foi adotado em todo o mundo em muitas áreas relacionadas à saúde e segurança e na metrologia além da unidade SI metros por segundo ("m/s", "ms−1" ou "m · s−1"). SI também é o sistema de medida preferido na academia e na educação.

### Abreviações alternativas em uso oficial
- km/j ou km/jam (Indonésia e Malásia)
- km/t ou km/tim (Noruega, Dinamarca e Suécia; também use km/h)
- kmph (Sri Lanka e Índia)
- กม./ชม. (Tailândia; também usa km/h)
- كم/س ou كم/ساعة (países de língua árabe, também usam km/h)

## Uso regulamentar

Unidades de limite de velocidade em sinais de trânsito em todo o mundo:
Quilômetros por hora (km/h)
Milhas por hora (mph)
Ambos
Sem unidades de limite de velocidade

Durante os primeiros anos do automóvel, cada país desenvolveu o seu próprio sistema de sinalização rodoviária. Em 1968, a Convenção de Viena sobre Sinais e Sinais Rodoviários foi elaborada sob os auspícios do Conselho Econômico e Social das Nações Unidas para harmonizar os sinais rodoviários em todo o mundo. Muitos países já assinaram a convenção e adotaram suas propostas. Os sinais de limite de velocidade que são diretamente autorizados pela convenção ou foram influenciados pela convenção são mostrados abaixo:

Sinal de 100 km/h seguindo a implementação mais comum do estilo da Convenção de Viena (Hungria)
Limite de velocidade sueco de 30 km/h - o fundo amarelo proporciona um contraste, caso a neve cubra o fundo contra o qual se percebe o sinal de trânsito.
Visto que o texto "km/h" neste sinal irlandês de limite de velocidade é um símbolo, não uma abreviatura, ele representa "quilômetros por hora" (inglês) e "ciliméadar san uai " (irlandês)
Limite de velocidade de 60 km/h em algarismos arábicos (abaixo) e escrita árabe (acima) (Emirados Árabes Unidos)
Limite de velocidade das vias navegáveis de 9 km / h (Finlândia)
Samoa usa milhas por hora e quilômetros por hora
Placa de 50 km/h no México

Em 1972, a UE publicou uma diretiva (revisada em 1979 para levar em conta os interesses britânicos e irlandeses) que exigia que os estados membros abandonassem as unidades baseadas em CGS em favor da SI. O uso de SI implicitamente exigia que os estados membros usassem "km/h" como a abreviação de "quilômetros por hora" em documentos oficiais.
Outra diretiva da UE, publicada em 1975, regula a configuração dos velocímetros na União Europeia e exige o texto "km/h" em todos os idiomas, mesmo quando essa não é a abreviatura natural para a versão local de "quilômetros por hora". Exemplos incluem:
- Holandês: "quilômetro por uur" ("hora" é "uur" - não começa com "h"),
- Português: "quilómetro por hora" ("quilômetro" é "quilómetro" - não começa com "k")
- Grego: "χιλιόμετρα ανά ώρα" (uma escrita diferente).

Em 1988, a Administração Nacional de Segurança do Tráfego Rodoviário dos Estados Unidos promulgou uma regra declarando que "MPH e/ou km/h" deveriam ser usados nos mostradores do velocímetro. Em 15 de maio de 2000, foi esclarecido para ler "MPH, ou MPH e km/h". No entanto, o Federal Motor Vehicle Safety Standard número 101 ("Controles e monitores") permite "qualquer combinação de letras maiúsculas e minúsculas" para representar as unidades.

## Conversões
- 3,6 km/h ≡ 1 m/s, a unidade SI de velocidade, metro por segundo
- 1 km/h ≈ 0,277 78 m/s
- 1 km/h ≈ 0,621 37 mph ≈0,911 34 ft/s
- 1 kn ≡ 1,852 km/h (exatamente)
- 1 mph ≡ 1,609 344 km/h

|            | m/s         | km/h      | mph         | nó          | ft/s        |
| ---------- | ----------- | --------- | ----------- | ----------- | ----------- |
| 1 m / s =  | 1           | 3,6       | 2,236 936 * | 1,943 844 * | 3,280 840 * |
| 1 km / h = | 0,277 778 * | 1         | 0,621 371 * | 0,539 957 * | 0,911 344 * |
| 1 mph =    | 0,447 04    | 1,609 344 | 1           | 0,868 976 * | 1,466 667 * |
| 1 nó =     | 0,514 444 * | 1,852     | 1,150 779 * | 1           | 1,687 810 * |
| 1 ft / s = | 0,3048      | 1,097 28  | 0,681 818 * | 0,592 484 * | 1           |

(* = valores aproximados)